# Верхній Калтан
Верхній Калта́н (рос. Верхний Калтан) — селище у складі Новокузнецького району Кемеровської області, Росія. Входить до складу Центрального сільського поселення.

## Населення
Населення — 59 осіб (2010; 88 у 2002).
Національний склад (станом на 2002 рік):
- росіяни — 95 %